# Heineken Cup 2012-2013
Heineken Cup 2012-13 (in inglese 2012-13 Heineken Cup; in francese H Cup 2012-13) fu la 18ª edizione della massima competizione europea per club di rugby a 15.
Si tenne dal 12 ottobre 2012 al 18 maggio 2013 tra 24 squadre provenienti da Francia, Inghilterra, Galles, Irlanda, Italia e Scozia nel consolidato formato di sei gironi da quattro squadre ciascuno con passaggio ai quarti della vincitrice di ogni girone più le due migliori seconde.
Avendo la Federazione Italiana Rugby revocato la licenza celtica agli Aironi a causa di inadempienze finanziarie, fu creato un nuovo club-franchigia, le Zebre, di proprietà federale e iscritto a partecipare sia al Pro12 che alla Heineken Cup, in quest'ultimo caso prendendo il posto che sarebbe stato del disciolto consorzio.
Tra le sorprese maggiori di tale edizione di torneo, figurano le due finaliste dell'edizione precedente: il Leinster campione uscente non passò la fase a gironi, mentre l'Ulster uscì ai quarti.
Neppure il quadricampione Tolosa, da parte sua, raggiunse la fase a play-off.
Anche la finale 2014 fu un derby, ma francese: all'Aviva Stadium di Dublino il Tolone di Jonny Wilkinson prevalse 16-15 su Clermont vincendo così il suo primo titolo europeo e divenendo il decimo club nel palmarès della competizione.
Il valore delle marcature, come stabilito dall’IRFB nel 1992, era: 5 punti per ciascuna meta (7 se trasformata), 3 punti per la realizzazione di ciascun calcio piazzato, idem per il drop.

## Formula
Le squadre furono ripartite in sei gironi da quattro squadre ciascuno.
Ai quarti di finale accedettero la prima classificata di ciascuno dei sei gironi più le due seconde migliori classificate per punteggio e differenza punti marcati.
Il punteggio ai fini della classifica fu quello a bonus dell'Emisfero Sud, che per ogni partita prevede:
- 4 punti per la vittoria
- 2 punti ciascuno per il pareggio
- 0 punti per la sconfitta
- 1 punto aggiuntivo per la o le squadre che realizzino almeno 4 mete
- 1 eventuale punto per la squadra sconfitta con sette o meno punti di scarto.

Le squadre prime classificate, in ordine decrescente di punteggio in classifica e, a parità di esso, di differenza punti marcati/subiti, occuparono i posti del seeding da 1 a 6; le seconde classificate, ordinate secondo lo stesso criterio, i posti 7 e 8.
I quarti di finale videro le squadre con il ranking da 1 a 4 affrontare in gara unica sul proprio campo quelle con seeding rispettivamente da 8 a 5 secondo il seguente ordine:
1. seeding 1 – seeding 8
2. seeding 2 – seeding 7
3. seeding 3 – seeding 6
4. seeding 4 – seeding 5

Le due semifinali furono determinate per sorteggio in gara unica, in sede da stabilire a cura di ERC.
La finale si tenne in gara unica all'Aviva Stadium di Dublino.

## Squadre partecipanti
| Girone A                  | Girone B                | Girone C                  |
| ------------------------- | ----------------------- | ------------------------- |
| Edimburgo (Scozia)        | Benetton (Italia)       | Biarritz (Francia)        |
| Munster (Irlanda)         | Leicester (Inghilterra) | Connacht (Irlanda)        |
| Racing Métro 92 (Francia) | Ospreys (Galles)        | Harlequins (Inghilterra)  |
| Saracens (Inghilterra)    | Tolosa (Francia)        | Zebre (Italia)            |
| Girone D                  | Girone E                | Girone F                  |
| Castres (Francia)         | Clermont (Francia)      | Cardiff Blues (Galles)    |
| Glasgow Warriors (Scozia) | Exeter (Inghilterra)    | Montpellier (Francia)     |
| Northampton (Inghilterra) | Leinster (Irlanda)      | Sale Sharks (Inghilterra) |
| Ulster (Irlanda)          | Scarlets (Galles)       | Tolone (Francia)          |

## Fase a gironi

### Girone A
|            | Incontri                    |       |
| ---------- | --------------------------- | ----- |
| 13-10-2012 | Racing Métro 92 - Munster   | 22-17 |
| 13-10-2012 | Edimburgo - Saracens        | 0-45  |
| 20-10-2012 | Saracens - Racing Métro 92  | 30-13 |
| 21-10-2012 | Munster - Edimburgo         | 33-0  |
| 08-12-2012 | Munster - Saracens          | 15-9  |
| 08-12-2012 | Racing Métro 92 - Edimburgo | 19-9  |
| 14-12-2012 | Edimburgo - Racing Métro 92 | 3-15  |
| 16-12-2012 | Saracens - Munster          | 19-13 |
| 12-1-2013  | Racing Métro 92 - Saracens  | 28-37 |
| 13-1-2013  | Edimburgo - Munster         | 17-26 |
| 20-1-2013  | Munster - Racing Métro 92   | 29-6  |
| 20-1-2013  | Saracens - Edimburgo        | 40-7  |

#### Classifica
| Pos | Squadra         | G | V | N | P | PF  | PS  | P±   | BP | PT |
| --- | --------------- | - | - | - | - | --- | --- | ---- | -- | -- |
| A1  | Saracens        | 6 | 5 | 0 | 1 | 180 | 76  | 104  | 3  | 23 |
| A2  | Munster         | 6 | 4 | 0 | 2 | 133 | 73  | 60   | 4  | 20 |
| A3  | Racing Métro 92 | 6 | 3 | 0 | 3 | 103 | 125 | −22  | 0  | 12 |
| A4  | Edimburgo       | 6 | 0 | 0 | 6 | 36  | 178 | −142 | 0  | 0  |

### Girone B
|            | Incontri             |       |
| ---------- | -------------------- | ----- |
| 14-10-2012 | Tolosa - Leicester   | 23-9  |
| 20-10-2012 | Benetton - Tolosa    | 21-33 |
| 21-10-2012 | Leicester - Ospreys  | 39-22 |
| 08-12-2012 | Tolosa - Ospreys     | 30-14 |
| 08-12-2012 | Leicester - Benetton | 33-25 |
| 15-12-2012 | Ospreys - Tolosa     | 17-6  |
| 15-12-2012 | Benetton - Leicester | 13-14 |
| 13-1-2013  | Ospreys - Leicester  | 15-15 |
| 13-1-2013  | Tolosa - Benetton    | 35-14 |
| 20-1-2013  | Benetton - Ospreys   | 17-14 |
| 20-1-2013  | Leicester - Tolosa   | 9-5   |

#### Classifica
| Pos | Squadra   | G | V | N | P | PF  | PS  | P±  | BP | PT |
| --- | --------- | - | - | - | - | --- | --- | --- | -- | -- |
| B1  | Leicester | 6 | 4 | 1 | 1 | 119 | 103 | 16  | 2  | 20 |
| B2  | Tolosa    | 6 | 4 | 0 | 2 | 132 | 84  | 48  | 3  | 19 |
| B3  | Ospreys   | 6 | 2 | 1 | 3 | 120 | 124 | −4  | 2  | 12 |
| B4  | Benetton  | 6 | 1 | 0 | 5 | 107 | 167 | −60 | 1  | 5  |

### Girone C
|            | Incontri              |       |
| ---------- | --------------------- | ----- |
| 13-10-2012 | Zebre - Connacht      | 10-19 |
| 13-10-2012 | Harlequins - Biarritz | 40-13 |
| 20-10-2012 | Connacht - Harlequins | 22-30 |
| 20-10-2012 | Biarritz - Zebre      | 38-17 |
| 07-12-2012 | Connacht - Biarritz   | 22-14 |
| 08-12-2012 | Zebre - Harlequins    | 14-57 |
| 14-12-2012 | Biarritz - Connacht   | 17-0  |
| 15-12-2012 | Harlequins - Zebre    | 53-5  |
| 12-1-2013  | Harlequins - Connacht | 47-8  |
| 12-1-2013  | Zebre - Biarritz      | 6-32  |
| 18-1-2013  | Biarritz - Harlequins | 9-16  |
| 18-1-2013  | Connacht - Zebre      | 25-20 |

#### Classifica
| Pos | Squadra    | G | V | N | P | PF  | PS  | P±   | BP | PT |
| --- | ---------- | - | - | - | - | --- | --- | ---- | -- | -- |
| C1  | Harlequins | 6 | 6 | 0 | 0 | 243 | 71  | 172  | 4  | 28 |
| C2  | Biarritz   | 6 | 3 | 0 | 3 | 123 | 101 | 22   | 3  | 15 |
| C3  | Connacht   | 6 | 3 | 0 | 3 | 96  | 138 | −42  | 0  | 12 |
| C4  | Zebre      | 6 | 0 | 0 | 6 | 72  | 224 | −152 | 1  | 1  |

### Girone D
|            | Incontri              |       |
| ---------- | --------------------- | ----- |
| 14-10-2012 | Northampton - Glasgow | 24-15 |
| 19-10-2012 | Glasgow - Ulster      | 8-19  |
| 19-10-2012 | Castres - Northampton | 21-16 |
| 07-12-2012 | Glasgow - Castres     | 6-9   |
| 07-12-2012 | Northampton - Ulster  | 6-25  |
| 15-12-2012 | Ulster - Northampton  | 9-10  |
| 16-12-2012 | Castres - Glasgow     | 10-8  |
| 11-1-2013  | Northampton - Castres | 18-12 |
| 11-1-2013  | Ulster - Glasgow      | 23-6  |
| 19-1-2013  | Castres - Ulster      | 8-9   |
| 19-1-2013  | Glasgow - Northampton | 27-20 |

#### Classifica
| Pos | Squadra          | G | V | N | P | PF  | PS  | P±  | BP | PT |
| --- | ---------------- | - | - | - | - | --- | --- | --- | -- | -- |
| D1  | Ulster           | 6 | 5 | 0 | 1 | 126 | 55  | 71  | 3  | 23 |
| D2  | Northampton      | 6 | 3 | 0 | 3 | 94  | 109 | −15 | 3  | 15 |
| D3  | Castres          | 6 | 3 | 0 | 3 | 77  | 98  | −21 | 2  | 14 |
| D4  | Glasgow Warriors | 6 | 1 | 0 | 5 | 70  | 105 | −35 | 2  | 6  |

### Girone E
|            | Incontri            |       |
| ---------- | ------------------- | ----- |
| 13-10-2012 | Leinster - Exeter   | 9-6   |
| 13-10-2012 | Clermont - Scarlets | 49-16 |
| 20-10-2012 | Scarlets - Leinster | 13-20 |
| 20-10-2012 | Exeter - Clermont   | 12-46 |
| 08-12-2012 | Scarlets - Exeter   | 16-22 |
| 09-12-2012 | Clermont - Leinster | 15-12 |
| 15-12-2012 | Exeter - Scarlets   | 30-20 |
| 15-12-2012 | Leinster - Clermont | 21-28 |
| 12-1-2013  | Clermont - Exeter   | 46-3  |
| 12-1-2013  | Leinster - Scarlets | 33-14 |
| 19-1-2013  | Exeter - Leinster   | 20-29 |
| 19-1-2013  | Scarlets - Clermont | 0-29  |

#### Classifica
| Pos | Squadra  | G | V | N | P | PF  | PS  | P±   | BP | PT |
| --- | -------- | - | - | - | - | --- | --- | ---- | -- | -- |
| E1  | Clermont | 6 | 6 | 0 | 0 | 213 | 64  | 149  | 4  | 28 |
| E2  | Leinster | 6 | 4 | 0 | 2 | 124 | 96  | 28   | 4  | 20 |
| E3  | Exeter   | 6 | 2 | 0 | 4 | 93  | 166 | −73  | 1  | 9  |
| E4  | Scarlets | 6 | 0 | 0 | 6 | 79  | 183 | −104 | 2  | 2  |

### Girone F
|            | Incontri                  |       |
| ---------- | ------------------------- | ----- |
| 14-10-2012 | Sale Sharks - Cardiff     | 34-33 |
| 14-10-2012 | Tolone - Montpellier      | 37-16 |
| 21-10-2012 | Cardiff - Tolone          | 14-22 |
| 21-10-2012 | Montpellier - Sale Sharks | 33-18 |
| 08-12-2012 | Sale Sharks - Tolone      | 6-17  |
| 09-12-2012 | Cardiff - Montpellier     | 24-35 |
| 15-12-2012 | Montpellier - Cardiff     | 34-21 |
| 16-12-2012 | Tolone - Sale Sharks      | 62-0  |
| 11-1-2013  | Sale Sharks - Montpellier | 6-27  |
| 12-1-2013  | Tolone - Cardiff          | 45-25 |
| 19-1-2013  | Cardiff - Sale Sharks     | 26-14 |
| 19-1-2013  | Montpellier - Tolone      | 23-3  |

#### Classifica
| Pos | Squadra       | G | V | N | P | PF  | PS  | P±   | BP | PT |
| --- | ------------- | - | - | - | - | --- | --- | ---- | -- | -- |
| F1  | Tolone        | 6 | 5 | 0 | 1 | 186 | 84  | 102  | 3  | 23 |
| F2  | Montpellier   | 6 | 5 | 0 | 1 | 168 | 109 | 59   | 2  | 22 |
| F3  | Cardiff Blues | 6 | 1 | 0 | 5 | 143 | 184 | −41  | 2  | 6  |
| F4  | Sale Sharks   | 6 | 1 | 0 | 5 | 78  | 198 | −120 | 0  | 4  |

## Seedingdopo la fase a gironi
| Pos | Squadra     | G | V | N | P | PF  | PS  | DP   | BMP | Pt |
| --- | ----------- | - | - | - | - | --- | --- | ---- | --- | -- |
| 1   | Harlequins  | 6 | 6 | 0 | 0 | 243 | 71  | +172 | 4   | 28 |
| 2   | Clermont    | 6 | 6 | 0 | 0 | 213 | 64  | +149 | 4   | 28 |
| 3   | Tolone      | 6 | 5 | 0 | 1 | 186 | 84  | +102 | 3   | 23 |
| 4   | Saracens    | 6 | 5 | 0 | 1 | 180 | 76  | +104 | 3   | 23 |
| 5   | Ulster      | 6 | 5 | 0 | 1 | 126 | 55  | +71  | 3   | 23 |
| 6   | Leicester   | 6 | 4 | 1 | 1 | 119 | 103 | +16  | 2   | 20 |
| 7   | Montpellier | 6 | 5 | 0 | 1 | 168 | 109 | +59  | 2   | 22 |
| 8   | Munster     | 6 | 4 | 0 | 2 | 133 | 73  | +60  | 4   | 20 |
| 9   | Leinster    | 6 | 4 | 0 | 2 | 124 | 96  | +28  | 4   | 20 |
| 10  | Tolosa      | 6 | 4 | 0 | 2 | 132 | 84  | +48  | 3   | 19 |
| 11  | Biarritz    | 6 | 3 | 0 | 3 | 123 | 101 | +22  | 3   | 15 |
| 12  | Northampton | 6 | 3 | 0 | 3 | 94  | 109 | −15  | 3   | 15 |

## Play-off
|  | Quarti di finale | Quarti di finale | Quarti di finale |         |          | Semifinali | Semifinali | Semifinali |  |  | Finale | Finale | Finale |  |
|  |                  |                  |                  |         |          |            |            |            |  |  |        |        |        |  |
|  | 2                | Clermont         | 36               |         |          |            |            |            |  |  |        |        |        |  |
|  | 2                | Clermont         | 36               |         |          |            |            |            |  |  |        |        |        |  |
|  | 7                | Montpellier      | 14               |         |          |            |            |            |  |  |        |        |        |  |
|  | 7                | Montpellier      | 14               |         | Clermont | Clermont   | 16         |            |  |  |        |        |        |  |
|  |                  |                  |                  |         | Clermont | Clermont   | 16         |            |  |  |        |        |        |  |
|  |                  |                  | Munster          | Munster | 10       |            |            |            |  |  |        |        |        |  |
|  | 1                | Harlequins       | Munster          | Munster | 10       | 12         |            |            |  |  |        |        |        |  |
|  | 1                | Harlequins       |                  |         |          |            |            |            |  |  |        |        |        |  |
|  | 8                | Munster          | 18               |         |          |            |            |            |  |  |        |        |        |  |
|  | 8                | Munster          | 18               |         | Clermont | Clermont   | 15         |            |  |  |        |        |        |  |
|  |                  |                  |                  |         |          |            |            |            |  |  |        |        |        |  |
|  |                  |                  | Tolone           | Tolone  | 16       |            |            |            |  |  |        |        |        |  |
|  | 4                | Saracens         | Tolone           | Tolone  | 16       | 27         |            |            |  |  |        |        |        |  |
|  | 4                | Saracens         |                  |         |          |            |            |            |  |  |        |        |        |  |
|  | 5                | Ulster           | 16               |         |          |            |            |            |  |  |        |        |        |  |
|  | 5                | Ulster           | 16               |         | Saracens | Saracens   | 12         |            |  |  |        |        |        |  |
|  |                  |                  |                  |         | Saracens | Saracens   | 12         |            |  |  |        |        |        |  |
|  |                  |                  | Tolone           | Tolone  | 24       |            |            |            |  |  |        |        |        |  |
|  | 3                | Tolone           | Tolone           | Tolone  | 24       | 21         |            |            |  |  |        |        |        |  |
|  | 3                | Tolone           |                  |         |          |            |            |            |  |  |        |        |        |  |
|  | 6                | Leicester        | 15               |         |          |            |            |            |  |  |        |        |        |  |

### Quarti di finale
| Arbitro: | Wayne Barnes |

|                                                           |      |                        |
| Fofana 27’ Rougerie 32’ Sivivatu 52’ Byrne 66’ Nalaga 75’ | mt   | 80’ Nagusa             |
| Parra 32’, 52’ D. Skrela 66’                              | tr   |                        |
| Parra 20’                                                 | c.p. | 5’, 12’, 23’ Paillague |

| Arbitro: | Romain Poite |

|                                   |      |                          |
| W. Fraser 32’ Ashton 62’          | mt   | 78’ Henderson            |
| O. Farrell 32’                    | tr   | 78’ R. Pienaar           |
| O. Farrell 1’, 28’, 36’, 49’, 59’ | c.p. | 26’, 30’, 56’ R. Pienaar |

| Arbitro: | Jérôme Garcès |

|                         |      |                                     |
| Evans 3’, 18’, 28’, 65’ | c.p. | 24’, 33’, 42’, 46’, 48’, 56’ O'Gara |

| Arbitro: | George Clancy |

|                                        |      |                               |
| Wilkinson 29’, 34’, 43’, 46’, 59’, 64’ | c.p. | 10’, 14’, 18’, 57’, 65’ Flood |
| Wilkinson 79’                          | drop |                               |

### Semifinali
| Arbitro: | Nigel Owens |

|                     |      |            |
| Nalaga 8’           | mt   | 59’ Hurley |
| Parra 8’            | tr   | 59’ O’Gara |
| Parra 13’, 17’, 47’ | c.p. | 5’ O’Gara  |

| Arbitro: | Alain Rolland |

|                              |      |                                            |
| O. Farrell 2’, 21’, 34’, 49’ | c.p. | 4’, 12’, 17’, 24’, 46’, 55’, 76’ Wilkinson |
|                              | drop | 73’ Wilkinson                              |

### Finale
| Arbitro: | Alain Rolland |

|                         |      |                         |
| Nalaga 41’ B. James 47’ | mt   | 63’ D. Armitage         |
| Parra 47’               | tr   | 64’ Wilkinson           |
| Parra 4’                | c.p. | 14’, 45’, 60’ Wilkinson |